# مونيا جاوي
مونيا جاوي (الاسم العلمي: Lonchura leucogastroides) (بالإنجليزية: Javan Munia)‏ هي نوع من الطيور تتبع جنس المونيا من فصيلة شمعية المنقار.